# Dżaryłgacz
Dżaryłgacz – wyspa na Morzu Czarnym w Zatoce Karkinickiej, największa wyspa Ukrainy. Pod względem administracyjnym należy do obwodu chersońskiego. 
Wyspa ma podłużny kształt, jest dawną piaszczystą mierzeją odciętą od lądu stałego przez wąską cieśninę. Akwen pomiędzy wyspą a lądem stałym nazywa się Zatoką Dżaryłgacką.
W starożytności wyspa Dżaryłgacz i położona dalej na zachód Kosa Tendrowska stanowiły jedno pasmo lądu. Grecy z pobliskiej kolonii w Olbii nazywali tę mierzeję „bieżnią Achillesa”.

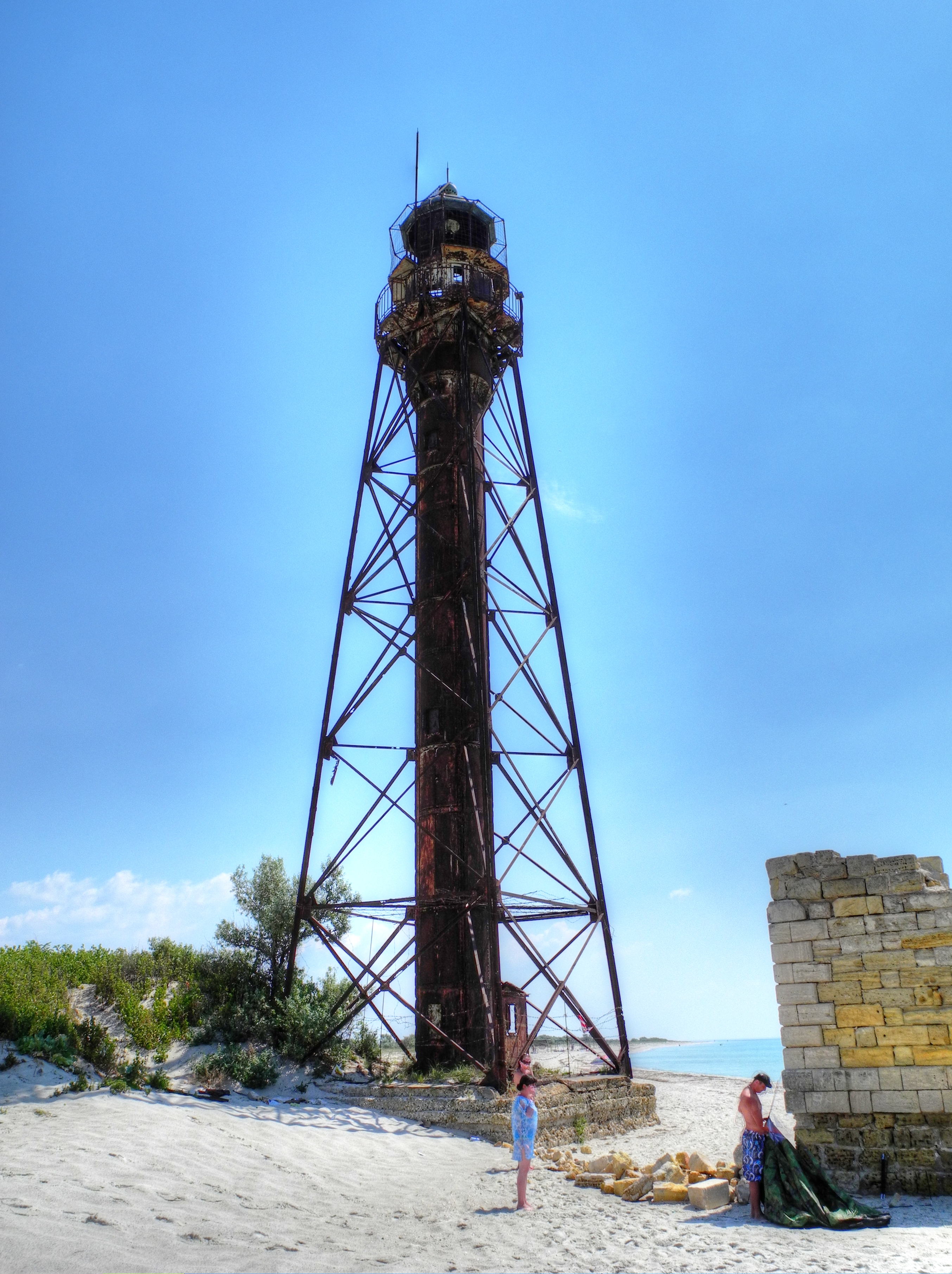
Latarnia morska na wyspie

Wyspa objęta jest ochroną w ramach Dżaryłgackiego Parku Narodowego.